# Samidare
Il Samidare (五月雨? lett. "Pioggia di prima estate") è stato un cacciatorpediniere della Marina imperiale giapponese, quinta unità appartenente alla classe Shiratsuyu. Fu varato dal cantiere navale di Uraga, a Tokyo, nel giugno 1935.
Tra il dicembre 1941 e l'aprile 1942 fornì supporto agli sbarchi nelle Filippine e nel Borneo, quindi a maggio fu sottoposto a riparazioni e a giugno fu presente, senza giocarvi alcun ruolo, alla battaglia delle Midway (4-6 giugno 1942). Nella seconda metà di agosto, operando alle dipendenze della 2ª Flotta, giunse nel teatro di guerra delle isole Salomone e condusse numerose missioni di trasporto truppe sull'isola di Guadalcanal, nonché crociere di difesa per singole navi o mercantili. A fine ottobre partecipò alla battaglia delle isole Santa Cruz e a metà novembre combatté in entrambi gli atti dell'importante battaglia navale di Guadalcanal. All'inizio del 1943 fece parte delle forze di diversione per coprire l'operazione Ke, l'evacuazione delle forze nipponiche da Guadalcanal, quindi nei mesi successivi fu impegnato nella difesa di grandi navi da guerra e convogli, operando tra le basi aeronavali di Rabaul e Truk, Yokosuka in Giappone e la Nuova Guinea. Per un breve periodo fu messo agli ordini dell'8ª Flotta ed ebbe parte nella confusa battaglia della baia dell'imperatrice Augusta (1º-2 novembre 1943) subito dopo essere entrato in collisione con il cacciatorpediniere Shiratsuyu. Tornato in servizio nel gennaio 1944, riprese i suoi compiti di scorta e nella prima metà di giugno fu tra le navi riunite dalla Marina nipponica per le fallimentari missioni in soccorso dell'isola di Biak. Passò quindi alla 3ª Flotta e fu presente alla battaglia del Mare delle Filippine (19-20 giugno), alla quale sopravvisse indenne; in luglio attese a un ulteriore ciclo di crociere difensive e in agosto si trovò a prestare servizio nelle isole Palau. Qui, il 18 agosto, rimase incagliato in una scogliera corallina e il 25 fu silurato e distrutto da un sommergibile statunitense.

## Servizio operativo

### Costruzione
Il cacciatorpediniere Samidare fu ordinato nell'anno fiscale edito dal governo giapponese nel 1931. La sua chiglia fu impostata nel cantiere navale di Uraga a Tokyo, gestito dalla compagnia omonima, il 19 dicembre 1934 e il varo avvenne il 6 luglio 1935; fu completato il 29 gennaio 1937. La nave formò con i gemelli Harusame, Murasame e Yudachi la 2ª Divisione cacciatorpediniere, dipendente dalla 4ª Squadriglia della 2ª Flotta.

### 1941-1942
Tra 1940 e 1941 il Samidare passò al comando del capitano di fregata Takisaburō Matsubara. Il 26 novembre 1941 seguì il resto della divisione cui apparteneva attraverso lo stretto di Terashima sino a Mako, porto militare nelle isole Pescadores dove il 29 la formazione fu aggregata alla 3ª Flotta del viceammiraglio Ibō Takahashi: essa era incaricata di difendere e supportare l'invasione dal mare delle Filippine. Il 7 dicembre la divisione salpò e converse con gli altri scaglioni navali sull'arcipelago; il giorno successivo (il 7 dicembre negli Stati Uniti) fu ricevuta la notizia dell'attacco di Pearl Harbor e l'11 avvennero i primi sbarchi a Vigan, sull'isola di Luzon. Seguì, il 22, lo sbarco in forze nel Golfo di Lingayen. Catturata Manila il 2 gennaio 1942, il Samidare e le unità sorelle furono dirottate con il resto della 3ª Flotta a sud-ovest, nelle Indie orientali olandesi: il 12 gennaio appoggiò lo sbarco a Tarakan e il 23 l'assalto a Balikpapan. Il 27 febbraio, parte della scorta al convoglio d'invasione orientale per Giava, combatté nella battaglia del Mare di Giava, poi fece rotta con i cacciatorpediniere gregari su Tarakan, da dove salpò il 16 marzo per la baia di Subic, a Luzon: nel mese seguente la divisione operò nei mari interni delle Filippine, supportando le rapide puntate anfibie per occuparne tutte le isole e poi contribuendo al blocco di Manila. A fine aprile il Samidare seguì le altre unità sino a Mako, quindi salparono tutte il 3 maggio con destinazione Yokosuka, dove il 6 maggio i quattro cacciatorpediniere furono messi in bacino di carenaggio: la revisione durò alcune settimane. La divisione al completo partecipò quindi all'attacco alle Midway, inserita nella 2ª Flotta del viceammiraglio Nobutake Kondō, incaricata della difesa del convoglio d'invasione: questa imponente formazione non ebbe che un ruolo secondario e tardivo nello scontro. Tornata in Giappone, la 2ª Divisione salpò il 16 luglio da Kure sotto il comando della 3ª Squadriglia cacciatorpediniere, toccò Singapore e si fermò il 30 a Mergui nella Birmania meridionale, per condurre una serie di operazioni di guerra corsara. Tuttavia il 7 agosto giunse notizia di uno sbarco statunitense su Guadalcanal e il Samidare con le unità gemelle fu urgentemente richiamato. L'8 agosto perciò lasciò l'Oceano Indiano e il 21 agosto gettò le ancore nella base aeronavale di Truk. Il 24 agosto, con l'Harusame, il Murasame, il Natsugumo e la nave portaidrovolanti Nisshin scortò la corazzata Mutsu, schierata per la battaglia delle Salomone Orientali (23-25 agosto), la quale peraltro non vi giocò alcuna parte.

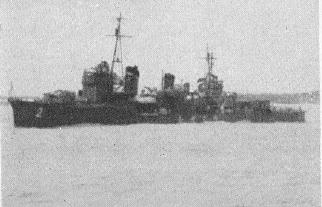
Il Samidare nei primi mesi del conflitto

L'8 settembre il Samidare uscì da Truk scortando la nave portaidrovolanti Kunikawa Maru, che esplorò le isole Salomone e le isole Santa Cruz per trovare luoghi idonei ad allestire basi. Il 19, assieme all'Harusame, pattugliò le coste dell'isola di Ndeni, dove si sospettava la presenza di uno scalo statunitense per idrovolanti. Il 24 rientrò a Truk, fece il pieno di carburante e quindi partì alla volta delle isole Palau, che toccò il 28; prese in consegna un convoglio navale carico di truppe e lo scortò sino alle isole Shortland, immediatamente a sud di Bougainville. Il 9 ottobre prese a bordo il contrammiraglio Tamotsu Takama, comandante della 4ª Squadriglia, e il giorno successivo lo fece scendere a Rabaul. Ripartì il 12 di scorta a un convoglio per Guadalcanal: la missione di rifornimento e rinforzo fu conclusa con un successo completo, ma nel viaggio di ritorno il Samidare fu colpito di striscio da una bomba, che deformò lo scafo. Il 16 si fermò alle Shortland, dove il capitano Matsubara fu sostituito dal capitano di corvetta Noboru Nakamura (che già il 1º novembre divenne capitano di fregata), e il 17 condusse una missione di trasporto truppe per l'isola contesa; il 25, inviato per bombardare con altre navi Henderson Field, fu dirottato in aiuto dell'incrociatore leggero Yura, gravemente colpito dai bombardieri statunitensi. Il giorno successivo fu aggregato a una formazione di altri cinque cacciatorpediniere (Kagero, Oyashio, Harusame, Murasame, Yudachi) che affiancò le corazzate Kongo e Haruna nella battaglia delle isole Santa Cruz; il combattimento fu condotto solo tramite le portaerei.
Concluso lo scontro, fece rotta sulle Shortland e poi su Truk, dove fu rimesso in piena efficienza, quindi l'8 novembre tornò in prima linea. L'11 novembre il Samidare seguì il resto della 4ª Squadriglia, che costituì buona parte della formazione del viceammiraglio Hiroaki Abe, incaricata da Kondō di operare un bombardamento su Henderson Field tra il 12 e il 13 novembre. Questa squadra, localizzata dall'attiva ricognizione statunitense, s'imbatté in due Task group nemici, forti nel complesso di cinque incrociatori e otto cacciatorpediniere. Nel corso della confusa battaglia notturna il Samidare contribuì all'affondamento del cacciatorpediniere USS Monssen e piazzò con le artiglierie colpi a segno sull'incrociatore leggero USS Helena; alla fine del combattimento accolse a bordo 207 uomini, appartenenti all'equipaggio del cacciatorpediniere Yudachi, fermo e devastato: cercò, aiutato dal Murasame, di mandarlo a fondo, ma non ci riuscì e quindi fece rapidamente rotta a nord-ovest. Nella notte successiva, poiché indenne, fu aggregato al secondo scaglione della 2ª Flotta, che il viceammiraglio Kondō condusse personalmente nelle acque di Guadalcanal per cannoneggiare l'aeroporto; scoppiò una seconda battaglia navale, che vide il Samidare dare il proprio contributo nel mettere fuori combattimento o colare a picco i cacciatorpediniere USS Preston, USS Benham e USS Walke, mentre inflisse danni gravi all'USS Gwin. La corazzata Kirishima, però, fu distrutta dai calibri della corazzata USS Washington e dovette in ultimo essere mandata a fondo: il Samidare recuperò una parte del suo equipaggio e con la 2ª Flotta fece rotta su Truk, che raggiunse il 18 novembre. Da qui salpò il 22 di scorta all'incrociatore pesante Takao e alla Nisshin sino a Yokosuka, toccata il 27 per una revisione completa; nel corso dei lavori il cacciatorpediniere ebbe un impianto binato di cannoni Type 96 da 25 mm L/60, sistemato su un basso ballatoio davanti alla plancia. Tornato in mare il 19 dicembre, accompagnò nuovamente il Takao a Truk.

### 1943
Tra il 15 e il 25 gennaio 1943 il Samidare scortò, con l'Asagumo, la portaerei Junyo, che a sua volta proteggeva un gruppo di convogli incaricati di trasportare una parte della 20ª Divisione fanteria dalle Palau a Wewak (Nuova Guinea). Il 31 gennaio uscì in mare con il grosso della 2ª Flotta, che così distrasse le forze aeronavali statunitensi dall'evacuazione delle truppe su Guadalcanal e, dal 4 febbraio, fu ridislocato alle Shortland: iniziò a operare in difesa ai grandi gruppi di cacciatorpediniere che, di notte, prelevavano gli uomini. Il 7 lo sgombero fu completato con successo. L'11 febbraio 1943 il Samidare abbandonò le Shortland e si portò il 16 alle isole Palau. Il 19 salpò con l'Asagumo per scortare un altro convoglio (Aikoku Maru, Gokoku Maru, Kiyozumi Maru) destinato a Wewak, stavolta con a bordo una parte della 41ª Divisione fanteria: quel giorno stesso il sommergibile USS Runner tentò un attacco, ma fu messo in difficoltà da alcuni aeroplani di vigilanza e rimase danneggiato dalla caccia condotta dal Samidare. Il 26 il convoglio aveva scaricato a Wewak ed era tornato alle Palau senza problemi. Tra il 6 e il 18 marzo il Samidare partecipò a un'altra missione in difesa di un gruppo di sette mercantili, incaricati di trasportare l'altra metà della 20ª Divisione nella baia Hansa, a est di Wewak, e fare ritorno all'arcipelago: fu affiancato dai cacciatorpediniere Akigumo, Kazagumo, Yugumo e Satsuki. Riguadagnata Truk, ne partì il 20 marzo con destinazione Rabaul, raggiunta cinque giorni più tardi, e quindi ritornò il 30 alle isole Shortland, dalle quali salpò il 31 alla testa di una missione di trasporto truppe sull'isola di Kolombangara: un attacco aereo indusse però il comando giapponese ad annullarla. Il 1º e il 5 aprile, invece, il Samidare completò con successo due viaggi, quindi navigò sino a Rabaul (8 aprile); la lasciò due giorni dopo per guidare una missione del genere diretta a Finschhafen, che fu annullata sempre per l'opposizione aerea degli Alleati. Il 16 aprile si fermò a Truk dopo aver fatto tappa a Kavieng e per circa tre settimane non si conoscono i dettagli del suo servizio. Riappare l'8 maggio, quando con i cacciatorpediniere Naganami, Ushio e Yugure salpò da Truk di scorta alla nave da battaglia Yamato, le portaerei di scorta Unyo e Chuyo, gli incrociatori pesanti Myoko e Haguro: questa formazione fece rotta per Yokosuka, toccata il 13 maggio; quindi il Samidare soltanto accompagnò i due incrociatori sino a Paramushiro. Le attività della nave per il resto di maggio e per tutto giugno non sono note.

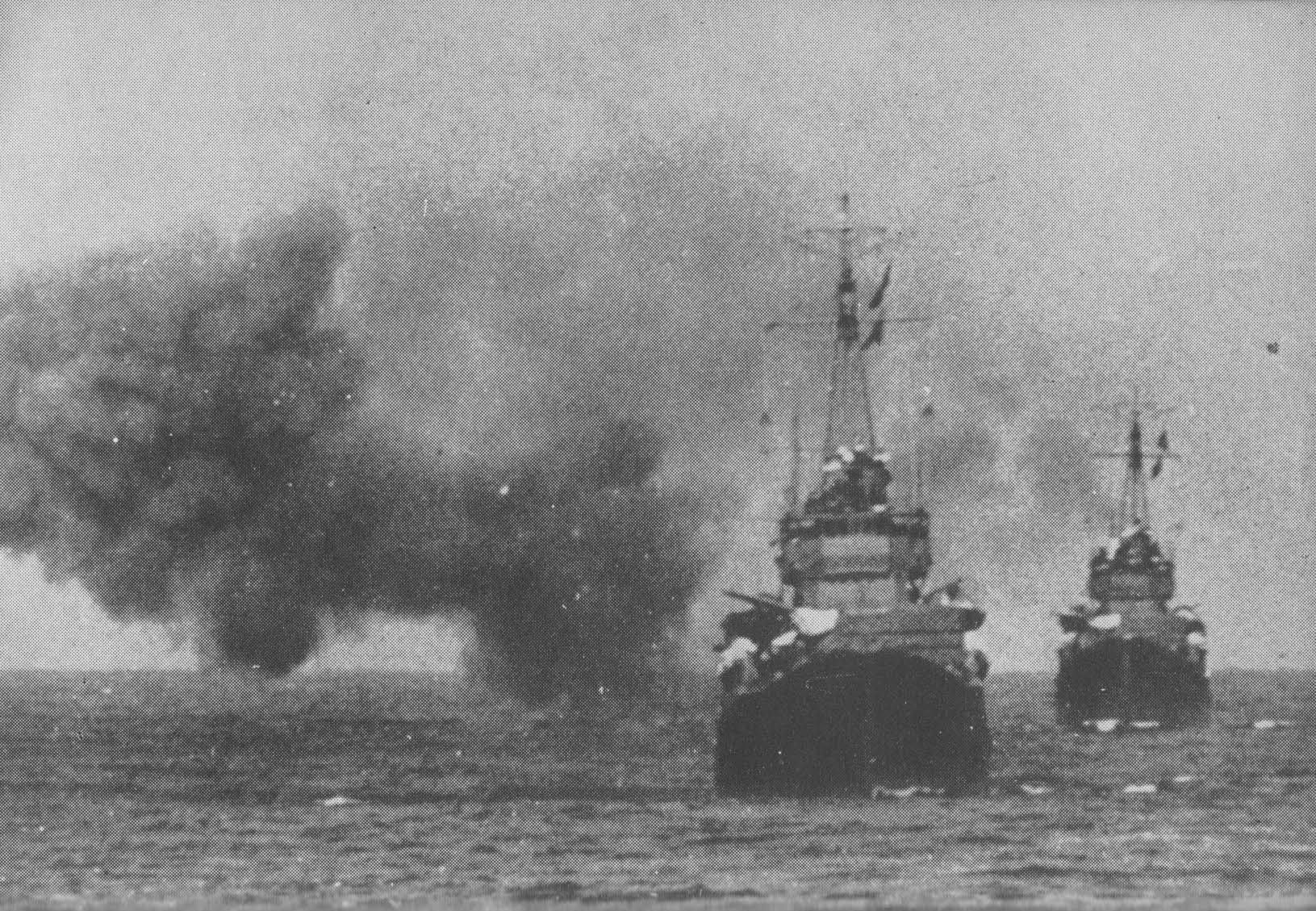
Il Samidare, seguito dallo Shigure, spara contro aerei nemici al largo di Bougainville

Il 1º luglio la 2ª Divisione fu sciolta e il Samidare passò alle dirette dipendenze dello stato maggiore della 4ª Squadriglia. Tra il 7 e il 17 luglio prese parte a un lungo ma infruttuoso tentativo di evacuare la guarnigione di Kiska nelle Aleutine, isolata e bombardata dal cielo e dal mare, quindi il 20 passò alla 2ª Squadriglia cacciatorpediniere. Il 22 luglio ricevette ordine di formare uno schermo difensivo con i cacciatorpediniere Shimakaze, Hatsushimo, Wakaba e Naganami all'operazione di sgombero, che il 29 luglio fu portata a termine in un unico movimento. Il 1º agosto il Samidare rientrò a Paramushiro e il 3 salpò di scorta all'incrociatore pesante Maya diretto a Yokosuka: qui il cacciatorpediniere fu messo in bacino di carenaggio e sottoposto a un mese circa di raddobbo. In questo periodo il comandante Nakamura fu riassegnato come istruttore a terra e fu rimpiazzato dal capitano di corvetta Yoshirō Sugihara. Rimesso in acqua, il 7 settembre il Samidare assunse la difesa delle portaerei di scorta Chuyo e Taiyo nel viaggio verso Truk, dove si fermarono l'11; poi dal 14 al 19 scortò un convoglio sino a Rabaul e il 28 protesse alcune unità sottili che raccolsero una parte delle truppe rimaste intrappolate sull'isola di Kolombangara. Il 1º ottobre passò agli ordini della 27ª Divisione cacciatorpediniere, che già comprendeva lo Shigure e lo Shiratsuyu, e il 2 fornì protezione a un gruppo di chiatte che presero a bordo gli ultimi soldati da Kolombangara; ingaggiò un breve scontro con unità similari statunitensi e accusò danni leggeri quando tre granate difettose rimbalzarono sullo scafo senza esplodere. Il 6 ottobre salpò con altri otto cacciatorpediniere e un piccolo convoglio di unità ausiliarie (forze al comando del contrammiraglio Matsuji Ijūin) per trarre in salvo la provata guarnigione di Vella Lavella: l'operazione fu scoperta dalla ricognizione statunitense e nella notte del 7 si verificò una rapida ma cruenta battaglia a nord-ovest dell'isola; lo Yugumo colò a picco e così lo USS Chevalier, mentre lo Shigure e il Samidare, agendo all'unisono, devastarono con i siluri i cacciatorpediniere USS Selfridge e USS O'Bannon. Dopo lo scontro tutte le unità nipponiche, raccolti i soldati, rientrarono a Rabaul.
Il 21 ottobre il Samidare mollò gli ormeggi e si precipitò al largo di Rabaul per prestare assistenza all'incrociatore leggero Tama, rimasto severamente danneggiato a causa di una mina, per poi scortare nell'ultimo tratto un convoglio in arrivo. Il 23 compì invece viaggi di trasporto truppe a Iboki e all'Isola di Garove, seguiti il 26 da un terzo a Qavuvu. Nella notte del 2 novembre partecipò, assieme agli incrociatori pesanti Haguro e Myoko, quelli leggeri Sendai e Agano e cinque altri cacciatorpediniere alla deludente battaglia della baia dell'imperatrice Augusta, svoltasi al largo della costa occidentale di Bougainville e conclusasi con la sconfitta tattica giapponese. Il Samidare si scontrò con lo Shiratsuyu pochi minuti prima dell'inizio del combattimento, accusando danni di una certa gravità; rimase comunque in formazione e sembra che centrò con un siluro il cacciatorpediniere USS Foote. Rientrato a Rabaul, salpò l'11 di scorta al Maya e alla nave appoggio sommergibili Chogei sino a Truk, dove il 14 si fermò e fu tratto in secca per un mese di riparazioni provvisorie, che gli consentirono di raggiungere Yokosuka il 19 dicembre per le opportune riparazioni. L'arsenale si preoccupò inoltre di incrementare la contraerea: la torretta singola con il pezzo da 127 mm e i due cannoni Vickers da 40 mm furono sostituiti da tre installazioni triple di cannoni Type 96 da 25 mm. Inoltre furono eliminati gli otto siluri di riserva e, sull'albero tripode prodiero, fu aggiunto un radar Type 22 per il tiro contro bersagli navali.

### 1944 e l'affondamento
Il 27 gennaio 1944 il comandante Sugihara cedette il posto al capitano di corvetta Tokuma Nishimura. Non è noto quando i lavori furono conclusi, ma il 31 marzo il Samidare prese il mare come parte della scorta a un convoglio che da Yokosuka recò truppe, armi e munizioni a Saipan (11 aprile); quindi difese due convogli in partenza dall'isola, uno per Truk e il secondo per le isole Palau, concludendo questo ciclo di missioni il 25 aprile. Il giorno successivo lasciò le Palau con l'incrociatore leggero Yubari, che doveva portare reparti di fanteria a Sonsorol: tuttavia esso fu affondato durante la navigazione e il Samidare con lo Yuzuki s'impegnò nel salvataggio dei naufraghi. Il 27 si fermò a Davao, su Mindanao, dove li fece scendere, quindi dal 1º al 18 maggio fu coinvolto in missioni di scorta di alcuni convogli che da Davao erano diretti a Balikpapan e quindi all'ancoraggio di Tawi Tawi. Qui si riunì allo Shigure e allo Shiratsuyu, salpando con loro il 30 maggio assieme alla 5ª Divisione incrociatori per Davao, dove si stava organizzando un convoglio allo scopo di soccorrere l'isola di Biak, assaltata in forze dagli statunitensi il 27 maggio. Il 2 giugno la formazione fu scoperta e quindi ripiegò a Sorong; l'8 fu localizzata e bombardata un paio di volte, quindi la scorta ingaggiò un combattimento disordinato con la modesta squadra di incrociatori e cacciatorpediniere nemici al largo di Biak, che non fu raggiunta. Il 13 giugno il Samidare si fermò a Balikpapan. Il giorno seguente, nel quadro dello schieramento della nuova forza di portaerei per proteggere le isole Marianne e ingaggiare una battaglia decisiva contro la United States Pacific Fleet, formò con altre navi uno schermo difensivo del gruppo di quattro petroliere incaricate del rifornimento in mare della 1ª Flotta mobile del viceammiraglio Jisaburō Ozawa. Rimase di guardia alle preziose unità sino al 18, quando il rifornimento fu completato, unendosi dunque allo scaglione del contrammiraglio Takatsugu Jōjima, forte di tre portaerei e agli ordini di Ozawa. La battaglia del Mare delle Filippine (19-20 giugno) fu condotta esclusivamente dagli aerei imbarcati delle due parti e terminò con la disfatta nipponica: il Samidare seguì il resto delle navi fino a Kure. Qui fu rapidamente fornito di dieci cannoni Type 96 da 25 mm su affusto singolo, distribuiti lungo tutto il ponte; più incerta è l'implementazione all'albero tripode prodiero di un radar Type 13 da ricerca aerea.
Il Samidare cambiò nuovamente comandante il 2 luglio, poiché il capitano Nishimura dovette essere ricoverato; lo rimpiazzò il 2 luglio il capitano di corvetta Yasunosuke Okuma. L'8 del mese scortò una nutrita flotta di trasporti da Kure a Okinawa e da qui sino alle isole Lingga, nelle Indie olandesi. Dal 7 al 18 agosto rimase al fianco dell'incrociatore leggero Kinu che, salpato da Singapore, passò per Brunei e Manila prima di fermarsi nelle Palau. Il Samidare prese dunque la rotta di rientro, ma si arenò il 18 stesso sulla scogliera di Velasco (8°10′N 134°38′E), nell'atollo di Kayangel. Il 25 agosto la nave fu localizzata dal sommergibile USS Batfish, che lo colpì con uno o più siluri al centro: il Samidare saltò in aria e si spezzò in due tronconi, dei quali quello di poppa sprofondò quasi subito. L'equipaggio ebbe due morti e ventotto dispersi e fu tratto in salvo successivamente da navi amiche, che distrussero lo scafo mozzo.
Il 10 ottobre il Samidare fu depennato dalla lista del naviglio in servizio con la Marina imperiale.